# Friedrich Ludwig von Eyben
Friedrich Ludwig von Eyben (19. august 1738 i Lübeck – 12. januar 1793 i Regensburg) var en dansk diplomat, bror til Adolph Gottlieb von Eyben.
Han var søn af domdekant Christian August von Eyben, indtrådte i dansk diplomatisk tjeneste, var gesandt i Neapel fra 1773-76, blev hvid ridder 1777 og døde 12. januar 1793 som gesandt i Regensburg.